# Chris Verbeek

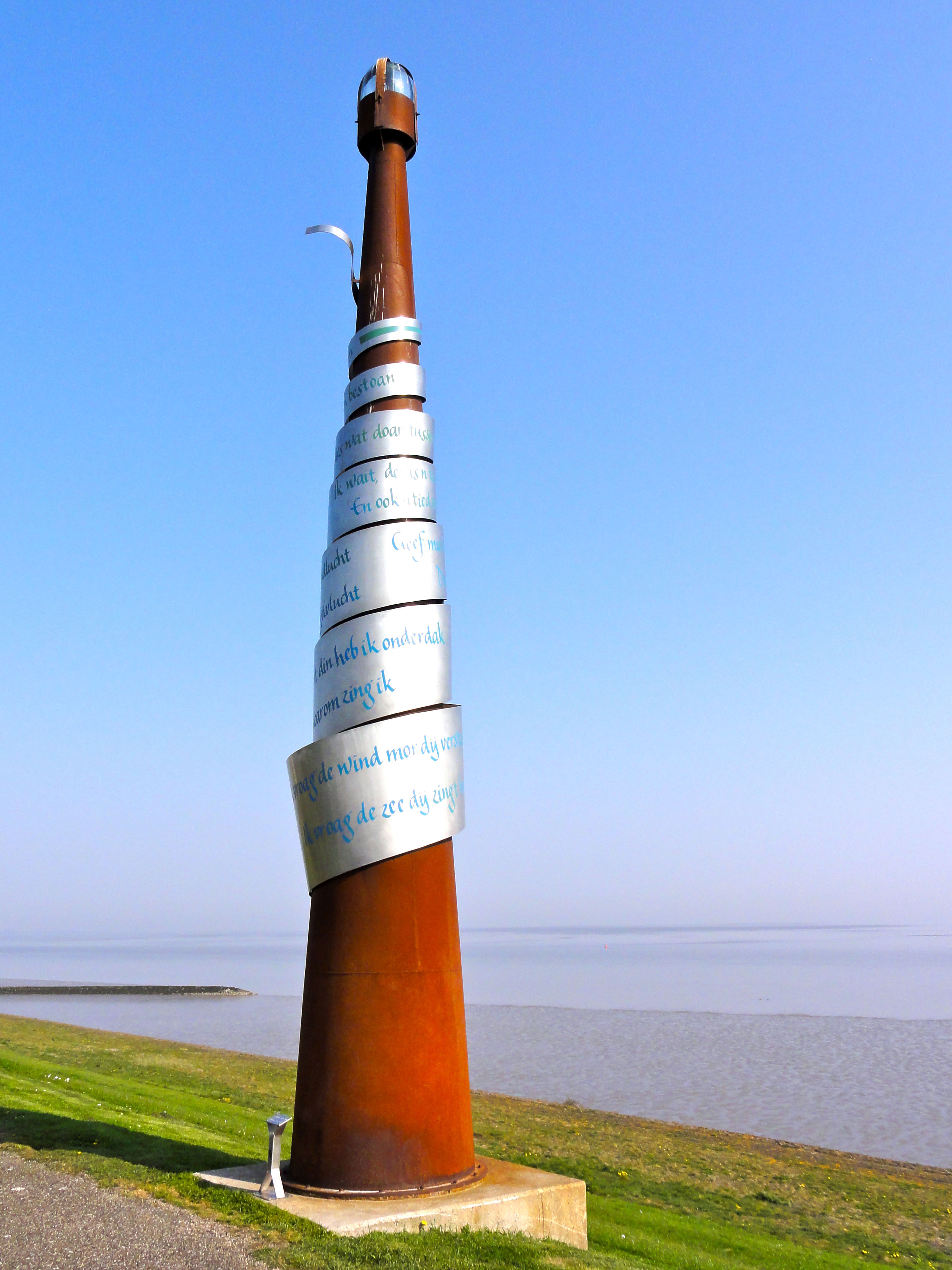
Monument Ede Staal (de paal van Staal) in Delfzijl (2000)

Christiaan Garbrand (Chris) Verbeek (Winschoten, 10 november 1944) is een Nederlandse beeldhouwer. 

## Leven en werk
Verbeek volgde 1964-1968 plastische vormgeving aan de Academie Minerva in Groningen, hij had les van onder anderen Karl Pelgrom en Johan Sterenberg. Verbeek was 1969-1970 docent tekenen aan een mavo. Verbeek vestigde zich als beeldend kunstenaar in het Oost-Groningse Blijham. in 2004 verliet hij Nederland en vestigde zich in Zuid-Frankrijk.
Verbeek werkt vaak met cortenstaal. Een voorbeeld daarvan is het beeld dat hij in 2000 maakte ter nagedachtenis aan Ede Staal. Het is een conische zuil van 9 meter hoog, die al snel de bijnaam 'de paal van Staal' kreeg.

## Werken (selectie)
- Cosmas en Damianus - Groningen (1979) samen met Harm van Weerden
- 3 Dozen - Muntendam (1985)
- Pick-k-nicktafel - Smeerling (1986)
- Zeilen - Scheemda, 't Waar en Termunterzijl (1986)
- Geknakt riet - Kielwindeweer (1990)
- Wachters - Hamdijk Bad Nieuweschans (1991)
- Bankbeeld - Musselkanaal (1992/1993)
- Zonnewijzer - Hoogezand (1994)
- Nagels - Emmeloord (1996)
- Monument Ede Staal - Delfzijl (2000)

## Galerij

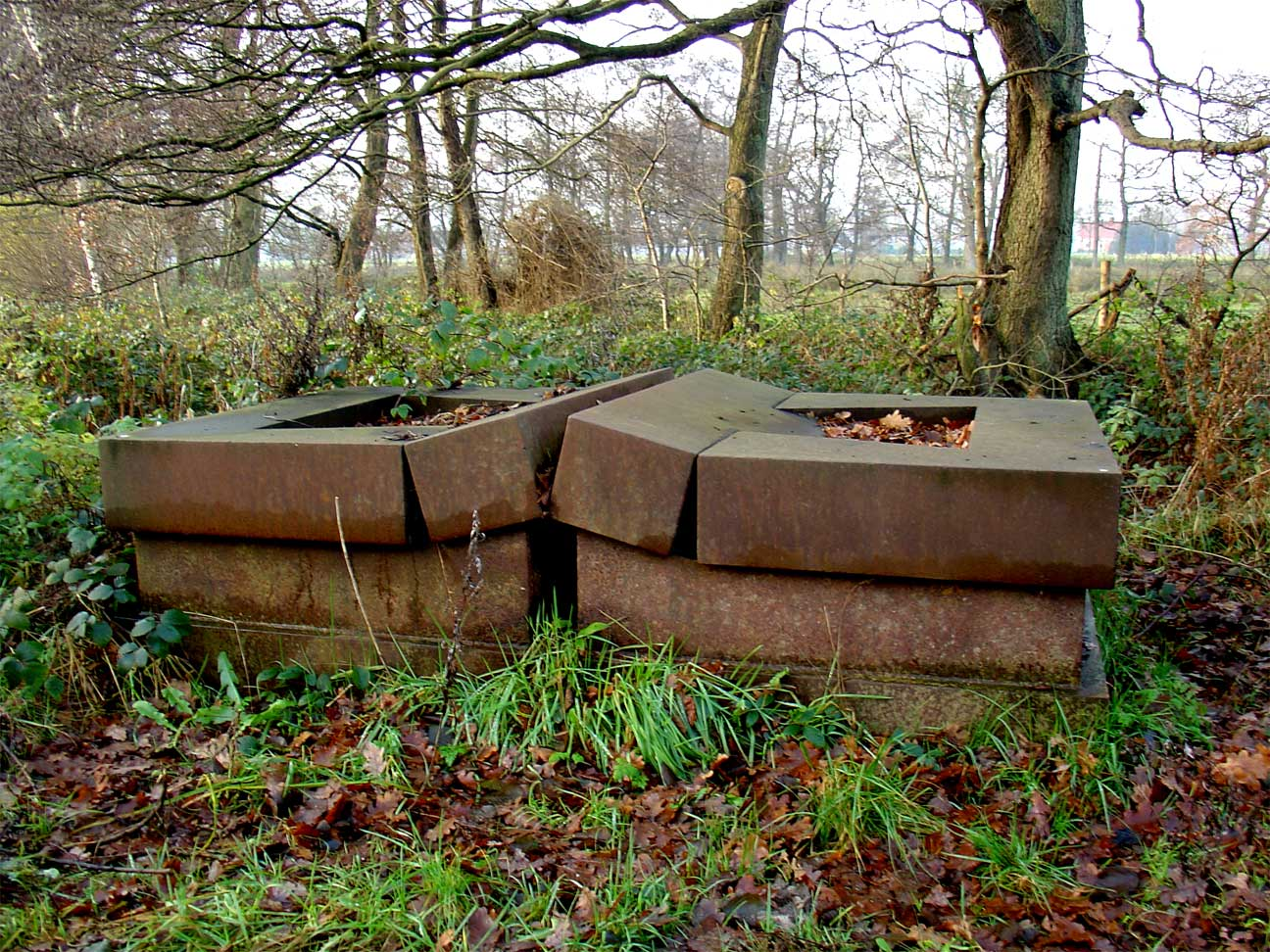
Pick-k-nicktafel in Smeerling (gemeente Stadskanaal)
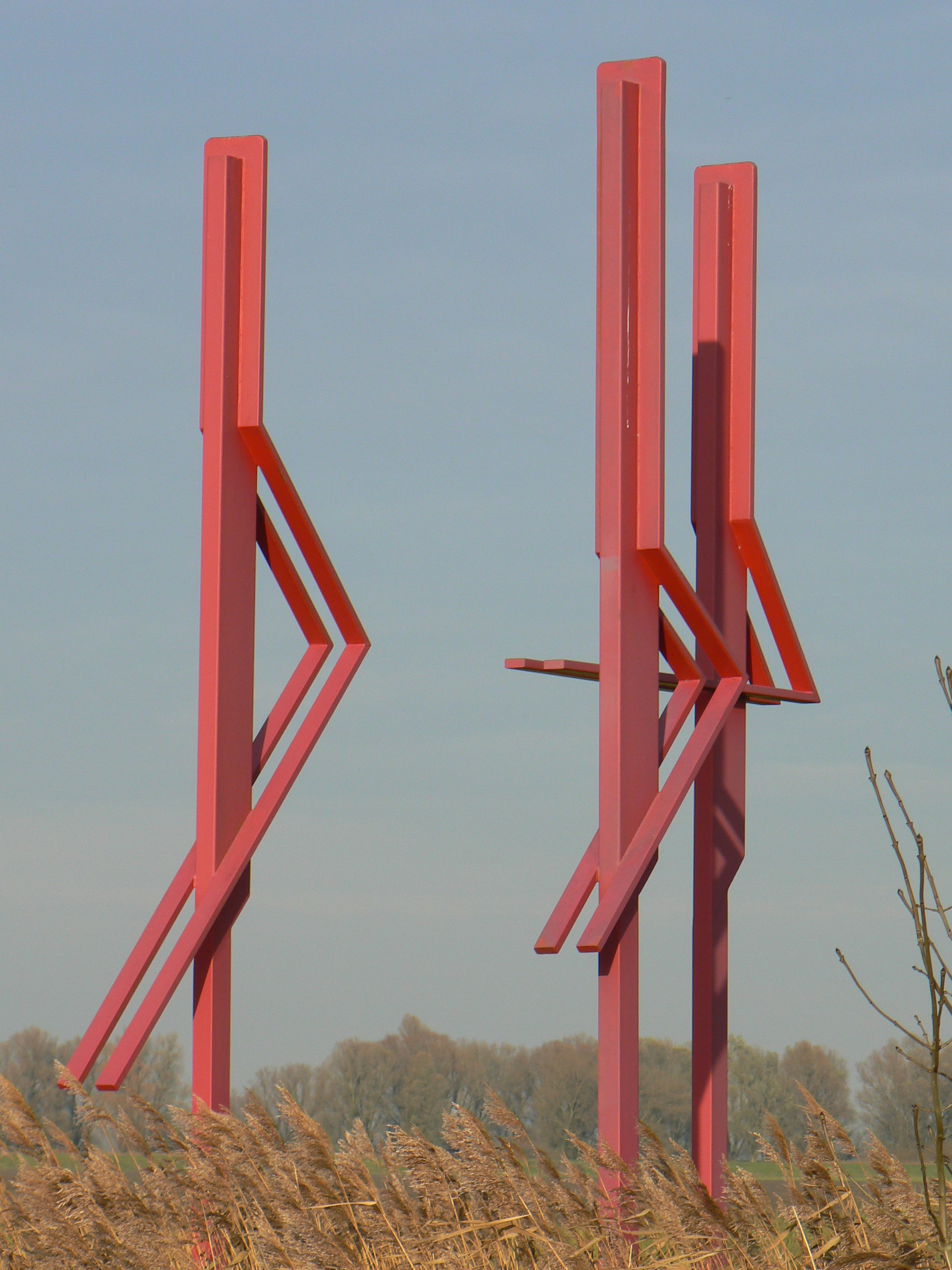
Wachters in Hamdijk (Bad Nieuweschans )
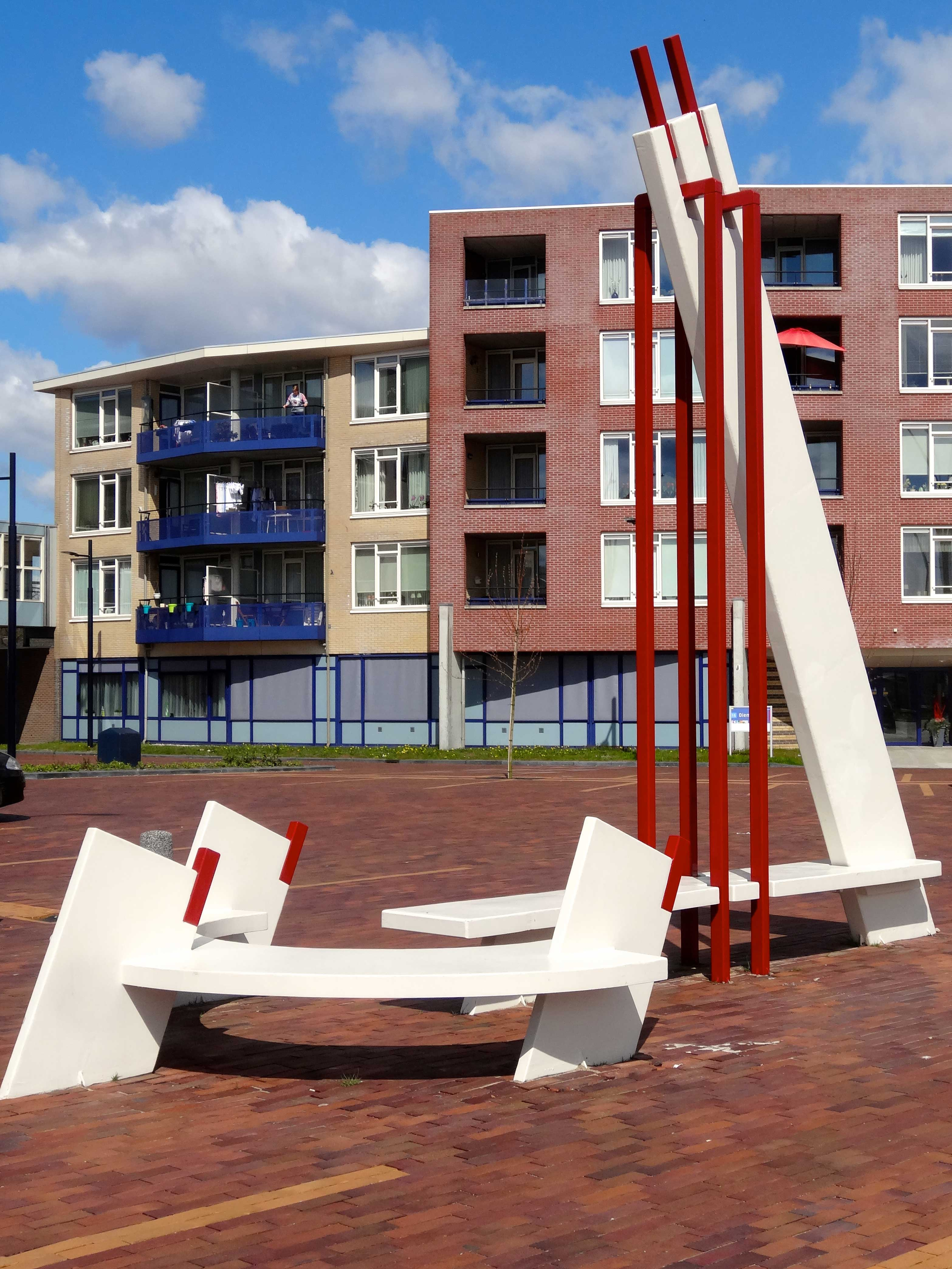
Bankbeeld in Musselkanaal